# Nematops nanosquama
Nematops nanosquama is een straalvinnige vissensoort uit de familie van schollen (Pleuronectidae). De wetenschappelijke naam van de soort is voor het eerst geldig gepubliceerd in 2006 door Amaoka, Kawai & Séret.